# En Jack i la seva germana bessona
En Jack i la seva germana bessona (títol original: Jack & Jill) és una pel·lícula de comèdia estatunidenca protagonitzada per Adam Sandler i dirigida per Dennis Dugan. Ha estat doblada al català

## Argument
En Jack Sadelstein (Adam Sandler) és un executiu de publicitat d'èxit de Los Angeles casat i amb dos fills, i té por d'un esdeveniment que té lloc cada any: la visita del Dia d'Acció de Gràcies de la seva germana bessona idèntica, la Jill (també Adam Sandler). Les necessitats i agressivitat passiva de la Jill fan parar boig en Jack, fent de la seva vida tranquil·la tot un caos.

## Repartiment
- Adam Sandler: Jack i Jill Sadelstein[3]
- Katie Holmes: Erin Sadelstein
- Al Pacino: Ell mateix
- Eugenio Derbez: Felipe / àvia de Felipe
- Tim Meadows: Ted
- Santiago Segura: Eduardo
- Nick Swardson: Todd
- Allen Covert: Otto
- Rohan Chand: Gary Sadelstein
- Geoff Pierson: Carter Simmons
- Valerie Mahaffey: Bitsy Simmons
- Gad Elmaleh: Xavier
- Gary Valentine: Dallas
- Kristin Davis: Delilah

## Rebuda
La pel·lícula rebé crítiques altament negatives i arribà al 3% al Rotten Tomatoes. El consens fou: «Encara que hi inclou una inexplicablement compromesa actuació d'Al Pacino, Jack & Jill és impossible de recomanar de qualsevol manera».